# Fratzenkuckuck

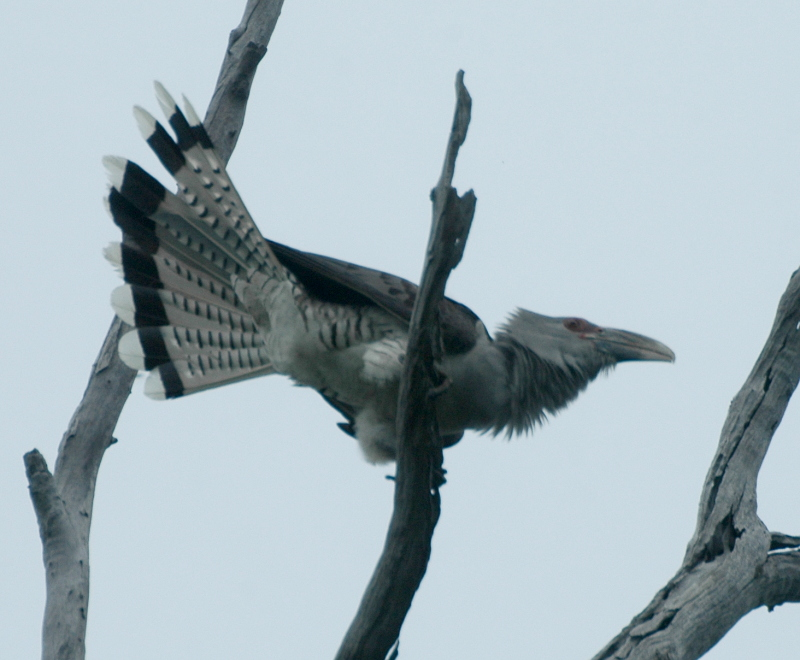
Fratzenkuckuck

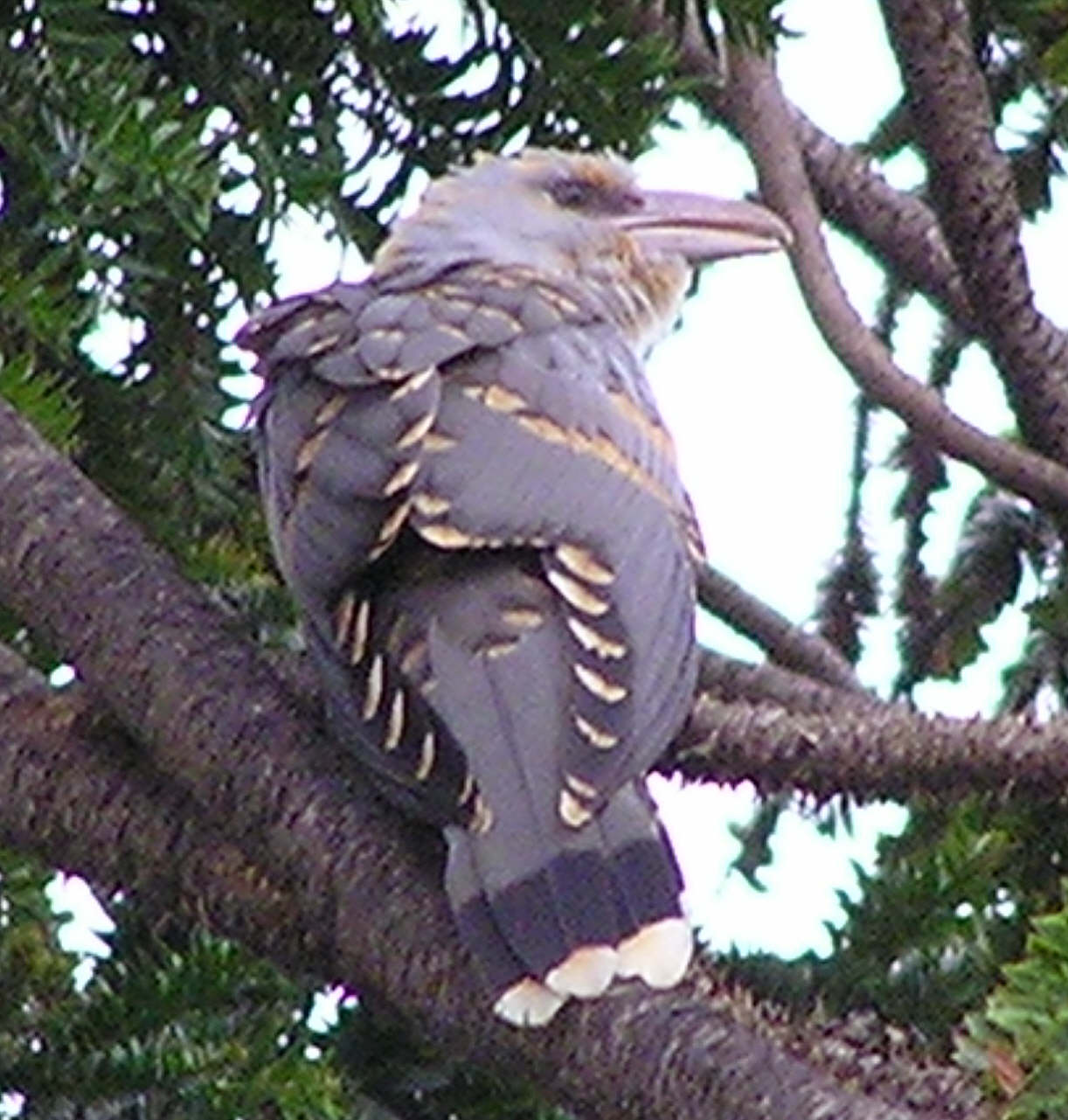
Jungvogel

Der Fratzenkuckuck oder Nashornkuckuck (Scythrops novaehollandiae) ist eine australasiatische Vogelart aus der Familie der Kuckucke innerhalb der Ordnung der Kuckucksvögel und gilt als die größte Art innerhalb dieser Ordnung. Wie viele Arten in der Familie der Kuckucke ist der Fratzenkuckuck ein obligatorischer Brutschmarotzer, der seine Jungvögel nicht selber groß zieht. Es sind drei Unterarten bekannt.
Von der IUCN wird der Fratzenkuckuck als „nicht gefährdet“ (least concern) eingestuft.

## Merkmale
Der Fratzenkuckuck ist ein schlanker und mit 60 bis 70 Zentimeter Körperlänge sehr großer Kuckuck; rund ein Drittel entfallen allein auf den Schwanz. Einen auffälligen Geschlechtsdimorphismus gibt es nicht, doch haben Männchen einen etwas größeren Schnabel. Im Mittel beträgt die Schnabellänge bei ihnen 8,6 Zentimeter, während Weibchen eine Schnabellänge von durchschnittlich 7,4 Zentimeter haben. Das Körpergewicht liegt zwischen 535 und 777 Gramm.
Der Fratzenkuckuck hat einen auch im Verhältnis zur Körpergröße großen Kopf. Auffällig ist der große Schnabel, der in seiner Form an die Schnäbel von Nashornvögel erinnert. Die Spitze des Schnabels ist hakenartig nach unten gebogen. Der Schnabel des Fratzenkuckucks ist graubraun, die Füße sind hellgrau. Von der rot umrandeten Mundspalte zieht ein roter nackter Hautstreif bis zum Auge, wo er einen nackten Augenring bildet. An der Kehle sind bartartige Federn ausgebildet. Seine Füße sind kurz und schwach und tragen vier Zehen, von denen zwei nach vorne und zwei nach hinten weisen. Kopf, Hals und obere Brust sind hell blaugrau oder grau gefärbt. Die Flügel sind auf dunkelgrauem bis graubraunem Grund schwarz gefleckt, wobei sich die Flecken auf den Spitzen der Armschwingen – und -decken – befinden. Die Handschwingen sind dunkelbraun. Die untere Brust sowie der Bauch sind leicht schmutzig weiß. Die Flanken weisen eine graue Querstreifung auf, die aber nicht weit am Körper herunter reicht. Die Unterschwanzdecken sind grau gestreift, die Unterseiten der Steuerfedern sind schwarz und weiß gefleckt, bzw. gestreift. Auf dem Schwanz befindet sich hinten eine sehr breite schwarze Querbinde, die nach hinten in eine weiße Endbinde übergeht. Der restliche Schwanz ist dunkelgrau mit leicht bläulichem Ton.
Jungvögel sind deutlich bräunlicher als die adulten Vögel gefärbt. Ihr Vorderkörper ist statt hellgrau gelbbraun oder hellbraun. Die Flügel weisen eine braune Querstreifung über die Armfedern auf und sind insgesamt dunkler als bei den Altvögeln. Die Handschwingen haben gelbliche Spitzen. Die Endbinde vom Schwanz ist schmutzig weißlichbraun gefärbt. Ansonsten gleicht das Gefieder dem der Altvögel.  Im Lauf von Jahrmillionen haben sich als Anpassung an sein Brutschmarotzen ähnliche Körpermerkmale wie bei seinen Wirtsvögeln entwickelt, dazu gehört unter anderem der Schnabel.

## Verbreitung
Der Fratzenkuckuck bewohnt tropische und subtropische Wälder in der Australis. Seine Brutgebiete liegen im nördlichen und östlichen Australien, auf Neuguinea, dem Bismarck-Archipel, den Molukken, Sulawesi, den östlichen Sundainseln und anderen Inseln im östlichen australasiatischen Raum. Südlich kommt er bis etwa auf Höhe von Canberra vor. Die südlich brütenden Populationen ziehen in der klimatisch ungünstigen Jahreszeit nach Neuguinea und Indonesien. Eine Ausnahmeerscheinung ist er im übrigen Australien, auf den Samoa-Inseln, Neukaledonien, Neuseeland und im westlichen Indonesien.

## Lebensweise
Während der Brutzeit ist der Fratzenkuckuck einzeln oder in Paaren zu beobachten. Außerhalb der Brutzeit ruhen sie häufig in kleinen Trupps in hohen Bäumen. Auch während der Zugzeit bilden sich Trupps. In Bensbach auf Papua-Neuguinea werden gelegentlich im November Trupps von mehr als 60 Fratzenkuckucken beobachtet. Vermutet wird, dass sie sich dort versammeln, bevor sie die Torres-Straße, eine etwa 185 km breite Meerenge zwischen der nordostaustralischen Halbinsel Cape York und der Südküste von Neuguinea, überqueren. Auch bei der gemeinsamen Nahrungssuche hat man schon mehr als 60 versammelte Fratzenkuckucke gezählt.
Seine Hauptaktivitätszeit liegt in der Morgen- und Abenddämmerung, gelegentlich fliegt er auch nachts. Im Flug stößt er schnelle laute Rufe aus. Er geht in den Baumkronen auf Nahrungssuche und ernährt sich dort von Früchten wie zum Beispiel Feigen und von Insekten. Seltener erbeutet er auch Eier und Junge anderer Vogelarten. Er ist ein Zugvogel.

## Fortpflanzung
Der Fratzenkuckuck ist wie viele Kuckucke ein Brutschmarotzer. Er legt seine Eier bevorzugt in Nester von ihm ähnlichen Vogelarten, so z. B. schmarotzt er bei Würgerkrähen, Würgatzeln, Krähen und Flötenvögeln. Das Männchen lenkt die Wirtsvögel jeweils ab während das Weibchen das Ei in das Nest legt. Bislang wurde nicht beobachtet, dass der Nestling des Fratzenkuckuck Eier oder Nestlinge des Wirtsvogels aus dem Nest wirft wie es bei anderen brutschmarotzenden Kuckucken beobachtet wird. Es gibt jedoch nur wenige Nachweise, dass neben dem Jungvogel des Fratzenkuckucks auch Jungvögel des Wirtsvogels groß werden. In der Regel sind Nestlinge des Wirtsvogels innerhalb einer Woche nach Schlupf des Fratzenkuckucks verschwunden.
Vermutet wird, dass die Jungvögel des Fratzenkuckucks schneller heranwachsen als die Nestlinge ihrer Wirtseltern und damit erfolgreicher als diese um die Nahrung konkurrieren, die die Wirtsvögel ans Nest bringen. Ähnliches ist beispielsweise ausführlich für den zu den Schopfkuckucken gehörenden Häherkuckuck dokumentiert, der wie der Fratzenkuckuck überwiegend Raben und Krähen parasitiert.

## Systematik
Es sind drei Unterarten bekannt:
- S. n. novaehollandiae  - Latham, 1790 - ist die oben beschriebene Nominatform. Die Brutgebiete dieser Unterart befinden sich entlang der Küste Nord-Ost Australiens, ganzjährig im Süden von Neuguinea, Überwinterungsgebiete im Norden von Neuguinea und den Kleinen Sundainseln
- S. n. fordi - Mason, IJ, 1996 - ganzjährig auf Sulawesi, Muna und Tukang Besi. Die Unterart ist größer als die Nominatform.
- S. n. schoddei - Mason, IJ, 1996 - ganzjährig auf Neubritannien[5] Diese Unterart ist ebenfalls deutlich größer als die Nominatform. Die Schnabellänge beträgt durchschnittlich 8 Zentimeter, der Schwanz hat eine Länge von 27,5 Zentimeter.[5]

## Bilder

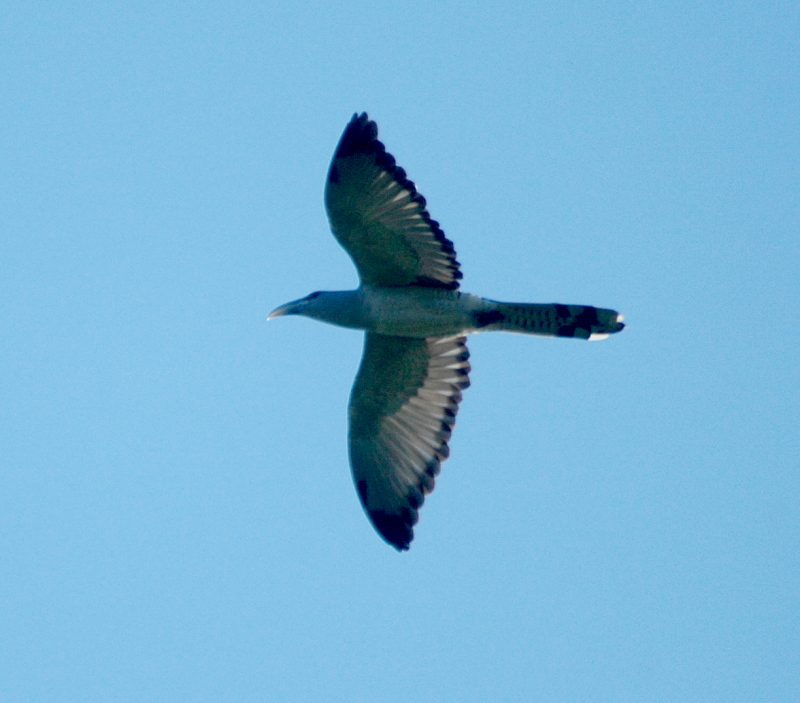
Fratzenkuckuck im Flug
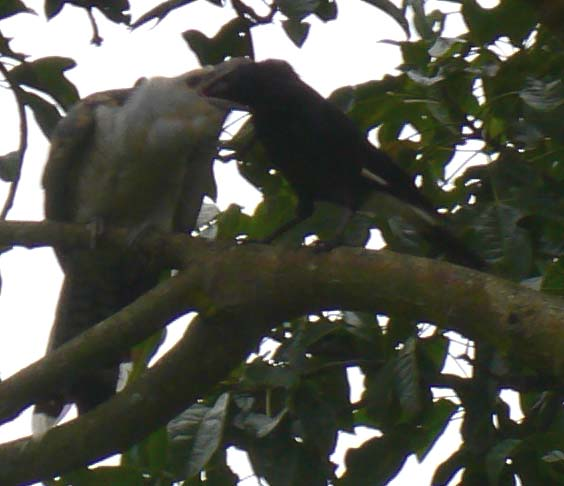
Ein Jungvogel wird gefüttert
- Video